# NJPW Dominion
NJPW Dominion es un evento anual de pago por visión producido por la empresa de lucha libre profesional New Japan Pro-Wrestling. 
El evento comenzó a emitirse desde 2009 y se lleva a cabo en la ciudad de Osaka usualmente en junio (aunque en la edición de 2015, el evento se llevó a cabo a principios de julio) y es considerado como el evento más importante de NJPW después del espectáculo anual del 4 de enero “Wrestle Kingdom”. Usualmente aquí es dónde se lleva a cabo un encuentro titular por el Campeonato Peso Pesado Junior de la IWGP donde el campeón defiende contra el ganador del torneo "Best of the Super Juniors", asumiendo que el campeón no ha ganado el torneo. Además se acostumbra que todos los campeonatos de la empresa estén en juego. Originalmente, el evento se llevó a cabo en el Osaka Prefectural Gymnasium (actualmente conocido como el Edion Arena Osaka) en sus primeras seis ediciones hasta el año 2014, pero desde 2015, el evento se lleva a cabo en el Osaka-jō Hall. 
Debido a la pandemia de enfermedad por coronavirus, la edición del año 2020, que estaba programada para llevarse a cabo el 14 de junio, tuvo que ser pospuesta hasta el 17 de julio para permitir una reprogramación de la edición del mismo año de la New Japan Cup, siendo, por tanto, la segunda edición del evento en ser realizada en el mes de julio.

## Fechas y lugares
| Evento                               | Fecha               | Lugar         | Estadio                               | Asistencia                      | Evento principal                       |       |
| ------------------------------------ | ------------------- | ------------- | ------------------------------------- | ------------------------------- | -------------------------------------- | ----- |
| Dominion 6.20                        | 20 de junio de 2009 | Osaka, Japón  | Osaka Prefectural Gymnasium           | 5.800                           | Manabu Nakanishi vs. Hiroshi Tanahashi | [ 4 ] |
| Dominion 6.19                        | 19 de junio de 2010 | 5.500         | Togi Makabe vs. Go Shiozaki           | [ 5 ]                           |                                        |       |
| Dominion 6.18                        | 18 de junio de 2011 | 6.200         | Hiroshi Tanahashi vs. Hirooki Goto    | [ 6 ]                           |                                        |       |
| Dominion 6.16                        | 16 de junio de 2012 | 6.850         | Kazuchika Okada vs. Hiroshi Tanahashi | [ 7 ]                           |                                        |       |
| Dominion 6.22                        | 22 de junio de 2013 | 7.240         | Kazuchika Okada vs. Togi Makabe       | [ 8 ]                           |                                        |       |
| Dominion 6.21                        | 21 de junio de 2014 | 7.300         | Shinsuke Nakamura vs. Bad Luck Fale   | [ 9 ]                           |                                        |       |
| Dominion 7.5 in Osaka-jo Hall        | 5 de julio de 2015  | Osaka-jō Hall | 11.400                                | A.J. Styles vs. Kazuchika Okada | [ 10 ]                                 |       |
| Dominion 6.19 in Osaka-jo Hall       | 19 de junio de 2016 | 9.925         | Tetsuya Naito vs. Kazuchika Okada     | [ 11 ]                          |                                        |       |
| Dominion 6.11 in Osaka-jo Hall       | 11 de junio de 2017 | 11.756        | Kazuchika Okada vs. Kenny Omega       | [ 12 ]                          |                                        |       |
| Dominion 6.9 in Osaka-jo Hall (2018) | 9 de junio de 2018  | 11.832        | Kazuchika Okada vs. Kenny Omega       | [ 13 ]                          |                                        |       |
| Dominion 6.9 in Osaka-jo Hall (2019) | 9 de junio de 2019  | 11.901        | Kazuchika Okada vs. Chris Jericho     | [ 14 ]                          |                                        |       |
| Dominion in Osaka-jo Hall (2020)     | 12 de julio de 2020 | 3.898         | Tetsuya Naito vs. Evil                | [ 15 ]                          |                                        |       |
| Dominion 6.6 in Osaka-jo Hall        | 7 de junio de 2021  | 3.045         | Kazuchika Okada vs. Shingo Takagi     | [ 16 ]                          |                                        |       |
| Dominion 6.12 in Osaka-jo Hall       | 12 de junio de 2022 | 6.068         | Kazuchika Okada vs. Jay White         | [ 17 ]                          |                                        |       |
| Dominion 6.4 in Osaka-jo Hall        | 4 de junio de 2023  | 7.040         | SANADA vs. Yota Tsuji                 | [ 18 ]                          |                                        |       |
| Dominion 6.9 in Osaka-jo Hall (2024) | 9 de junio de 2024  | 7.254         | El Desperado vs. Taiji Ishimori       | [ 19 ]                          |                                        |       |
| Dominion 6.15 in Osaka-jo Hall       | 15 de junio de 2025 | 6.525         | Hirooki Goto vs. Shingo Takagi        | [ 20 ]                          |                                        |       |

## Ediciones

### 2009
Dominion 6.20 tuvo lugar el 20 de junio de 2009 desde el Osaka Prefectural Gymnasium en Osaka, Japón.
En paréntesis se indica el tiempo de cada combate:
- Legend (Akira & Jushin Thunder Liger) derrotaron a Kōji Kanemoto y Nobuo Yoshihashi (6:47).
  - Akira cubrió a Yoshihashi después de un «Musasabi Press».
- Takao Omori y Yutaka Yoshie derrotaron a Mitsuhide Hirasawa y Super Strong Machine (5:26).
  - Omori cubrió a Hirasawa después de un «Axe Bomber».
- Apollo 55 (Prince Devitt & Ryusuke Taguchi) derrotaron a Unione (Milano Collection A.T. & Taichi) para convertirse en los contendientes número uno al Campeonato en Parejas Peso Pesado Junior de la IWGP (13:13).
  - Taguchi cubrió a Taichi después de un «Dodon».
- Tiger Mask IV derrotó a Black Tiger V en un Mask vs. Mask Match (4:32).
  - Tiger forzó a Black a rendirse con un «Chickenwing Hold».
  - Como consecuencia, Black tuvo que quitarse la máscara.
- Chaos (Jado, Shinsuke Nakamura, Takashi Iizuka & Tomohiro Ishii) derrotaron a Hiroyoshi Tenzan, Tomoaki Honma, Wataru Inoue y Yuji Nagata (12:12).
  - Nakamura cubrió a Inoue después de un «Knee Kick».
- Go Shiozaki derrotó a Kazuchika Okada (8:28).
  - Shiozaki cubrió a Okada después de un «Go Flasher».
- Team 3D (Brother Devon & Brother Ray) (c) derrotaron a Chaos (Giant Bernard & Karl Anderson) en un Hardcore Tag Team Match y retuvieron el Campeonato en Parejas de la IWGP (18:04).
  - Devon cubrió a Anderson después de un «Powerbomb» sobre una mesa.
- Takashi Sugiura derrotó a Hirooki Goto (14:42).
  - Sugiura cubrió a Goto después de un «Olympic Slam».
- Toru Yano derrotó a Togi Makabe (14:16).
  - Yano cubrió a Makabe después de un «Oni Koroshi».
- Hiroshi Tanahashi derrotó a Manabu Nakanishi (c) y ganó el Campeonato Peso Pesado de la IWGP (31:18).
  - Tanahashi cubrió a Nakanishi después de un «High Fly Flow».

### 2010
Dominion 6.19 tuvo lugar el 19 de junio de 2010 desde el Osaka Prefectural Gymnasium en Osaka, Japón.
En paréntesis se indica el tiempo de cada combate:
- Akira, El Samurái y Kōji Kanemoto derrotaron a Ryusuke Taguchi, Super Strong Machine y Tama Tonga (8:48).
  - Samurái cubrió a Tonga después de un «La Magistral».
- Chaos (Gedo, Takashi Iizuka & Tomohiro Ishii) derrotaron a KUSHIDA, Manabu Nakanishi y Mitsuhide Hirasawa (9:24).
  - Iizuka forzó a KUSHIDA a rendirse con un «Sleeper Hold».
- Muhammad Yone derrotó a Tomoaki Honma (8:58).
  - Yone cubrió a Honma después de un «Muscle Buster».
- Shinsuke Nakamura derrotó a Daniel Puder (4:41).
  - Nakamura cubrió a Puder después de un «Boma Ye».
- Hirooki Goto derrotó a Masato Tanaka (13:39).
  - Goto cubrió a Tanaka después de un «Shouten Kai».
- Bad Intentions (Giant Bernard & Karl Anderson) derrotaron a Seigigun (Wataru Inoue & Yuji Nagata) (c) y No Limit (Tetsuya Naito & Yujiro Takahashi) en un Three-Way Elimination Tag Team Match y ganaron el Campeonato en Parejas de la IWGP (18:24).
  - Nagata cubrió a Naito después de un «Backdrop Hold».
  - Anderson cubrió a Inoue después de un «Gun Stun».
- Prince Devitt derrotó a Naomichi Marufuji (c) y ganó el Campeonato Peso Pesado Junior de la IWGP (20:20).
  - Devitt cubrió a Marufuji después de un «Avalanche Bloody Sunday».
- Hiroshi Tanahashi derrotó a Toru Yano en un Hair vs. Hair Match (12:54).
  - Tanahashi cubrió a Yano después de un «Crucifix Hold».
  - Como consecuencia, Yano tuvo que raparse la cabellera.
- Togi Makabe (c) derrotó a Go Shiozaki y retuvo el Campeonato Peso Pesado de la IWGP (20:40).
  - Makabe cubrió a Shiozaki después de un «King Kong Kneedrop».

### 2011
Dominion 6.18 tuvo lugar el 18 de junio de 2011 desde el Osaka Prefectural Gymnasium en Osaka, Japón.
En paréntesis se indica el tiempo de cada combate:
- Kōji Kanemoto derrotó a Hiromu Takahashi (3:04).
  - Kanemoto forzó a Hiromu a rendirse con un «Single Leg Crab».
- Chaos (Brian Kendrick, Gedo & Jado) derrotaron a Jushin Thunder Liger, KUSHIDA y Tiger Mask IV (8:33).
  - Kendrick cubrió a KUSHIDA después de un «Sliced Bread #2».
- Máscara Dorada derrotó a Ryusuke Taguchi (c) y ganó el Campeonato Mundial de Peso Wélter del CMLL (8:26).
  - Máscara Dorada cubrió a Taguchi después de un «Dorada Screwdriver».
- Hiroyoshi Tenzan y Seigigun (Wataru Inoue & Yuji Nagata) derrotaron a Chaos (Masato Tanaka, Takashi Iizuka & Tomohiro Ishii) (9:12).
  - Nagata cubrió a Ishii después de un «Backdrop Hold».
  - Después de la lucha, Hideo Saito hizo su regreso atacando a Nagata.
- Yujiro Takahashi derrotó a Tetsuya Naito (11:12).
  - Takahashi cubrió a Naito después de un «Tokyo Pimps».
- Kota Ibushi derrotó Prince Devitt (c) y ganó el Campeonato Peso Pesado Junior de la IWGP (13:49).
  - Ibushi cubrió a Devitt después de un «Phoenix Splash».
- Suzuki-gun (Lance Archer & Minoru Suzuki) derrotaron a Satoshi Kojima y Togi Makabe (12:39).
  - Suzuki cubrió a Kojima después de un «Gotch Style Piledriver».
- MVP (c) derrotó a Toru Yano y retuvo el Campeonato Intercontinental de la IWGP (10:50).
  - MVP cubrió a Yano después de un «Leg Roll Clutch».
  - Después de la lucha, Yano continuó atacando a MVP, llegando a cortar un poco de su cabello.
- Los Campeones en Parejas de la IWGP Bad Intentions (Giant Bernard & Karl Anderson) derrotaron a Takuma Sano & Yoshihiro Takayama y ganaron el Campeonato en Parejas de la GHC (12:03).
  - Bernard cubrió a Sano después de un «Tombstone Piledriver».
  - Ambos campeonatos estaban en juego.
- Hiroshi Tanahashi (c) derrotó a Hirooki Goto y retuvo el Campeonato Peso Pesado de la IWGP (25:28).
  - Tanahashi cubrió a Goto después de un «High Fly Flow».

### 2012
Dominion 6.16 tuvo lugar el 16 de junio de 2012 desde el Osaka Prefectural Gymnasium en Osaka, Japón.
En paréntesis se indica el tiempo de cada combate:
- Daisuke Sasaki y Golden☆Lovers (Kenny Omega & Kota Ibushi) derrotaron a Bushi, KUSHIDA y Prince Devitt (10:48).
  - Ibushi cubrió a Bushi después de un «Sit-Down Last Ride».
- Chaos (Rocky Romero, Tomohiro Ishii & YOSHI-HASHI) derrotaron a Seigigun (Captain New Japan, Wataru Inoue & Yuji Nagata) (9:26).
  - Ishii cubrió a Captain después de un «Vertical Drop Brainbuster».
- Jushin Thunder Liger y Tiger Mask derrotaron a Suzuki-gun (Taichi & Taka Michinoku) y ganaron el vacante Campeonato en Parejas Peso Pesado Junior de la IWGP (9:20).
  - Tiger cubrió a Michinoku después de un «Tiger Suplex Hold».
  - Originalmente No Remorse Corps (Davey Richards & Rocky Romero) debían defender ante Liger-Mask y Suzuki-gun, pero debido a problemas de viajes de Richards fueron despojados sus títulos.
- Black Dynamite (MVP & Shelton Benjamin) derrotaron a Karl Anderson y Tama Tonga (10:19).
  - Benjamin cubrió a Tonga después de un «Paydirt».
- Low Ki (c) derrotó a Ryusuke Taguchi y retuvo el Campeonato Peso Pesado Junior de la IWGP (12:32).
  - Ki cubrió a Taguchi después de un «Warrior’s Wrath».
- Los Campeones en Parejas de la IWGP Chaos (Takashi Iizuka & Toru Yano) (c) y Tencozy (Hiroyoshi Tenzan & Satoshi Kojima)  terminaron en doble conteo fuera (12:26).
  - La primera lucha terminó sin resultado después de que se atacaran a ambos equipos y se reiniciara el combate nuevamente (2:41).
  - La segunda lucha nuevamente terminó sin resultado después de que se atacaran a ambos equipos.
  - Como consecuencia, Chaos retuvieron los campeonatos.
- Chaos (Masato Tanaka & Shinsuke Nakamura) derrotaron a Hirooki Goto y Tetsuya Naito (13:28).
  - Tanaka cubrió a Naito después de un «Sliding D».
- Togi Makabe derrotó a Minoru Suzuki (16:21).
  - Makabe cubrió a Suzuki después de un «King Kong Kneedrop».
- Hiroshi Tanahashi derrotó a Kazuchika Okada (c) y ganó el Campeonato Peso Pesado de la IWGP (28:06).
  - Tanahashi cubrió a Okada después de un «High Fly Flow».

### 2013
Dominion 6.22 tuvo lugar el 22 de junio de 2013 desde el Osaka Prefectural Gymnasium en Osaka, Japón.
En paréntesis se indica el tiempo de cada combate:
- Suzuki-gun (Taichi & Taka Michinoku) derrotaron a Jushin Thunder Liger y Tiger Mask (7:09).
  - Taichi cubrió a Mask después de un «Taichi Style Gedo Clutch».
- Forever Hooligans (Alex Koslov & Rocky Romero) (c) derrotaron a Time Splitters (Alex Shelley & KUSHIDA) y retuvieron el Campeonato en Parejas Peso Pesado Junior de la IWGP (13:09).
  - Romero cubrió a KUSHIDA después de un «Contract Killer».
- Bullet Club (Bad Luck Fale, Karl Anderson & Tama Tonga) derrotaron a Captain New Japan, Tomoaki Honma y Yuji Nagata (8:19).
  - Fale cubrió a Captain después de un «Grenade».
- Tencozy (Hiroyoshi Tenzan & Satoshi Kojima) (c) derrotaron a Chaos (Takashi Iizuka & Toru Yano) y K.E.S. (Davey Boy Smith Jr. & Lance Archer) en un Triple Threat match y retuvieron el Campeonato en Parejas de la IWGP (11:50).
  - Kojima cubrió a Archer después de un «Lariat».
- Rob Conway (c) derrotó a Manabu Nakanishi y retuvo el Campeonato Mundial Peso Pesado de la NWA (8:32).
  - Conway cubrió a Nakanishi después de un «Ego Trip».
- Suzuki-gun (Minoru Suzuki & Shelton Benjamin) (con Taichi) derrotaron a Chaos (Shinsuke Nakamura & Tomohiro Ishii) (12:36).
  - Benjamin cubrió a Nakamura después de un «Pay Dirt».
- Tetsuya Naito derrotó a Yujiro Takahashi (15:01).
  - Naito cubrió a Takahashi después de un «Stardust Press».
- Katsuyori Shibata derrotó a Hirooki Goto (13:16).
  - Shibata cubrió a Goto después de un «PK».
- Prince Devitt (con Bad Luck Fale, Karl Anderson & Tama Tonga) derrotó a Hiroshi Tanahashi y ganó una oportunidad por el Campeonato Peso Pesado de la IWGP (15:33).
  - Devitt cubrió a Tanahashi después de un «Bloody Sunday».
- Kazuchika Okada (c) (con Gedo) derrotó a Togi Makabe y retuvo el Campeonato Peso Pesado de la IWGP (25:4).
  - Okada cubrió a Makabe después de un «Rainmaker».

### 2014
Dominion 6.21 tuvo lugar el 21 de junio de 2014 desde el Osaka Prefectural Gymnasium en Osaka, Japón.
En paréntesis se indica el tiempo de cada combate:
- Time Splitters (Alex Shelley & KUSHIDA) derrotaron a The Young Bucks (Matt Jackson & Nick Jackson) (c) y ganaron el Campeonato en Parejas Peso Pesado Junior de la IWGP (16:50).
  - KUSHIDA cubrió a Nick después de un «Hoverboard Lock».
- Tetsuya Naito derrotó a Tama Tonga (8:13).
  - Naito cubrió a Tonga después de un «Stardust Press».
- Hirooki Goto & Katsuyori Shibata derrotaron a Yuji Nagata & Tomoaki Honma (11:20).
  - Goto cubrió a Honma después de un «Ushikoroshi».
- Tencozy (Hiroyoshi Tenzan & Satoshi Kojima) (c) derrotaron a K.E.S. (Davey Boy Smith Jr. & Lance Archer) (con Taka Michinoku) y retuvieron el Campeonato Mundial en Parejas de la NWA (15:26).
  - Kojima cubrió a Smith después de un «Lariat».
- Kota Ibushi (c) (con El Desperado) derrotó a Ricochet (con Masaaki Mochizuki) y retuvo el Campeonato Peso Pesado Junior de la IWGP (13:37).
  - Ibushi cubrió a Ricochet después de un «Phoenixplex».
- Suzuki-gun (Minoru Suzuki & Takashi Iizuka) derrotaron a Kazushi Sakuraba y Toru Yano (15:13).
  - Suzuki cubrió a Yano después de un «Gotch-Style Piledriver».
- Bullet Club (A.J. Styles & Yujiro Takahashi) derrotan a Chaos (Kazuchika Okada & Tomohiro Ishii) (15:53).
  - Takahashi cubrió a Ishii después de un «Miami Shine».
- Bullet Club (Doc Gallows & Karl Anderson) (c) derrotaron a Ace to King (Hiroshi Tanahashi & Togi Makabe) y retuvieron el Campeonato en Parejas de la IWGP (14:41).
  - Anderson cubrió a Makabe después de un «Magic Killer».
- Bad Luck Fale derrotó a Shinsuke Nakamura (c) y ganó el Campeonato Intercontinental de la IWGP (17:56).
  - Fale cubrió a Nakamura después de un «Bad Luck Fall».

### 2015
Dominion 7.5 in Osaka-jo Hall tuvo lugar el 5 de julio de 2015 desde el Osaka-jō Hall en Osaka, Japón.
En paréntesis se indica el tiempo de cada combate:
- Pre-Show: Yuji Nagata, Manabu Nakanishi, Ryusuke Taguchi, Máscara Dorada y Sho Tanaka derrotaron a Hiroyoshi Tenzan, Satoshi Kojima, Jushin Thunder Liger, Tiger Mask y Yohei Komatsu (8:16).
  - Dorada cubrió a Komatsu después de un «Dorada Driver».
- The Young Bucks (Matt Jackson & Nick Jackson) (c) (con Cody Hall) derrotaron a reDRagon (Bobby Fish & Kyle O'Reilly) y Roppongi Vice (Beretta & Rocky Romero) en un Triple Threat match y retuvieron el Campeonato en Parejas Peso Pesado Junior de la IWGP (14:30).
  - Matt cubrió a Beretta después de un «More Bang For Your Buck».
- Tetsuya Naito y Tomoaki Honma derrotaron a Bullet Club (Bad Luck Fale & Yujiro Takahashi) (8:50).
  - Honma cubrió a Takahashi después de un «Kokeshi».
- Katsuyori Shibata derrotó a Kazushi Sakuraba (11:48).
  - Shibata cubrió a Sakuraba después de un «PK».
- KUSHIDA derrotó a Kenny Omega (c) y ganó el Campeonato Peso Pesado Junior de la IWGP (20:44).
  - KUSHIDA cubrió a Omega después de un «Hoverboard Lock».
- Togi Makabe (c) derrotó a Tomohiro Ishii y retuvo el Campeonato de Peso Abierto NEVER (17:50) 
  - Makabe cubrió a Ishii después de un «King Kong Kneedrop».
- Bullet Club (Doc Gallows & Karl Anderson) (con Amber Gallows) derrotaron a The Kingdom (Matt Taven & Michael Bennett) (c) (con Maria Kanellis) y ganaron el Campeonato en Parejas de la IWGP (10:09).
  - Anderson cubrió a Taven después de un «Magic Killer».
- Hiroshi Tanahashi derrotó a Toru Yano (12:32).
  - Tanahashi cubrió a Yano después de un «High Fly Flow».
- Hirooki Goto (c) derrotó a Shinsuke Nakamura y retuvo el Campeonato Intercontinental de la IWGP (22:40).
  - Goto cubrió a Nakamura después de un «Shouten Kai».
- Kazuchika Okada derrotó a A.J. Styles (c) y ganó el Campeonato Peso Pesado de la IWGP (26:16).
  - Okada cubrió a Styles después de un «Rainmaker».

### 2016
Dominion 6.19 in Osaka-jo Hall tuvo lugar el 19 de junio de 2016 desde el Osaka-jō Hall en Osaka, Japón.
En paréntesis se indica el tiempo de cada combate:
- Daisan Sedai Trio (Hiroyoshi Tenzan, Manabu Nakanishi y Satoshi Kojima) derrotaron a Dojo Boys (David Finlay, Jay White y Juice Robinson) (7:53).
  - Tenzan cubrió a White después de un «Anaconda Max».
- Bullet Club (Bad Luck Fale, Hangman Page y Yujiro Takahashi) derrotaron a Hunter Club (Captain New Japan y Yoshitatsu) y Togi Makabe (7:05).
  - Page cubrió a Captain después de un «Rite of Passage».
- CHAOS (Tomohiro Ishii y YOSHI-HASHI) derrotaron a Los Ingobernables de Japón (Bushi y Sanada) (7:51).
  - HASHI cubrió a Sanada después de un «Butterfly Lock».
- Hirooki Goto derrotó a Evil (9:51).
  - Goto cubrió a Evil después de un «GTR».
- The Young Bucks (Matt Jackson & Nick Jackson) derrotaron a Matt Sydal y Ricochet (c), reDRagon (Bobby Fish y Kyle O'Reilly) y Roppongi Vice (Beretta y Rocky Romero) en un Tag Team Fatal 4-Way Elimination Match y ganaron el Campeonato Peso Pesado Junior en Parejas de la IWGP (15:23).
  - Nick cubrió a Romero lanzándolo sobre la tercera cuerda (8:17).
  - Sydal cubrió a Fish lanzándolo sobre la tercera cuerda (9:26).
  - Matt cubrió a Sydal después de un «Meltzer Driver» (15:23).
- KUSHIDA (c) derrotó a Will Ospreay y retuvo el Campeonato Peso Pesado Junior de la IWGP (14:36).
  - KUSHIDA cubrió a Ospreay después de un «Hoverboard Lock».
- The Briscoe Brothers (Jay Briscoe y Mark Briscoe) derrotaron a Guerrillas of Destiny (Tama Tonga y Tanga Loa) (c) y ganaron el Campeonato en Parejas de la IWGP (14:02).
  - Jay cubrió a Tonga después de un «Doomsday Device».
  - Después de la lucha, Yujiro Takahashi y Hangman Page atacaron a The Briscoe Brothers, luego de la celebración.
- Katsuyori Shibata derrotó a Yuji Nagata (c) (con Hiroyoshi Tenzan, Manabu Nakanishi y Satoshi Kojima) y ganó el Campeonato de Peso Abierto NEVER (14:53).
  - Shibata cubrió a Nagata después de un «PK».
- Michael Elgin derrotó a Kenny Omega (c) (con Hangman Page y Yujiro Takahashi) en un Ladder Match y ganó el Campeonato Intercontinental de la IWGP (33:32).
  - Elgin ganó la lucha después de descolgar el campeonato.
  - Originalmente Hiroshi Tanahashi iba a ser el retador, pero fue reemplazado por Elgin debido a una lesión.
- Kazuchika Okada derrotó a Tetsuya Naito (c) y ganó el Campeonato Peso Pesado de la IWGP (28:58).
  - Okada cubrió a Naito después de un «Rainmaker».

### 2017
Dominion 6.11 in Osaka-jo Hall tuvo lugar el 11 de junio de 2017 desde el Osaka-jō Hall en Osaka, Japón.
En paréntesis se indica el tiempo de cada combate:
- Dark match: David Finlay, Shota Umino y Tomoyuki Oka derrotaron a Katsuya Kitamura, Hirai Kawato y Tetsuhiro Yagi (7:37).
  - Finlay cubrió a Yagi después de un «Prima Nocta».
- Tiger Mask, Tiger Mask W, Togi Makabe y Yuji Nagata derrotaron a Hiroyoshi Tenzan, Jushin Thunder Liger, Manabu Nakanishi y Satoshi Kojima (7:01).
  - Makabe cubrió a Nakanishi después de un «King Kong Knee Drop».
- Los Ingobernables de Japón (Bushi, Evil y Sanada) (c) derrotaron a Bullet Club (Bad Luck Fale, Hangman Page y Yujiro Takahashi), Chaos (Tomohiro Ishii, Toru Yano y YOSHI-HASHI), Suzuki-gun (Taichi, Yoshinobu Kanemaru y Zack Sabre Jr.) y Taguchi Japan (Juice Robinson, Ricochet y Ryusuke Taguchi) reteniendo los Campeonatos NEVER de Peso Abierto de Seis Hombres en un Gauntlet Match.
  - Yano cubrió a Yujiro tras un «Low Blow» (06:01).
  - Zabre Jr cubrió a Yano tras un «European Clutch» (06:44).
  - Robinson cubrió a Taichi tras un «Pulp Friction» (11:37).
  - Bushi cubrió a Taguchi tras un «MX» (18:39).
- The Young Bucks (Matt Jackson y Nick Jackson) derrotaron a Roppongi Vice (Rocky Romero y Beretta) (c) ganando los Campeonatos Peso Pesado Junior en Parejas de la IWGP (14:14).
  - Romero se rindió después de un «Sasorigatame».
- Guerrillas of Destiny (Tama Tonga y Tanga Loa) derrotaron a War Machine (Hanson y Raymond Rowe) (c) ganando los Campeonatos en Parejas de la IWGP (10:43).
  - Tonga y Loa cubrieron a Rowe después de un «Guerrilla Warfare».
- Cody derrotó a Michael Elgin.(11:53)
  - Cody cubrió a Elgin después de un «Cross Rhodes».
- KUSHIDA derrotó a Hiromu Takahashi (c) ganando el Campeonato Peso Pesado Junior de la IWGP (19:12).
  - Takahashi se rindió después de un «Wrist Lock» de KUSHIDA.
  - Después de la lucha, Bushi interfirió a favor de Takahashi y atacó a KUSHIDA con un «Green Mist».
- Minoru Suzuki (c) derrotó a Hirooki Goto en un Lumberjack Death Match y retuvo el Campeonato de Peso Abierto NEVER (16:00).
  - Suzuki cubrió a Goto después de un «Gotch-Style Piledriver».
  - Los leñadores fueron: El Desperado, Taka Michinoku, Yoshinobu Kanemaru y Zack Sabre Jr, por parte de Suzuki; y Jado, Tomohiro Ishii, Toru Yano y YOSHI-HASHI, por parte de Goto.
  - Durante la lucha, Jushin Thunder Liger atacó a Suzuki con una silla.
  - Después de la lucha, Yoshi-Hashi atacó a Suzuki.
- Hiroshi Tanahashi derrotó a Tetsuya Naito (c)  ganando el Campeonato Intercontinental de la IWGP (25:56).
  - Naito se rindió después de un «Texas Cloverleaf» de Tanahashi.
- El Campeón Peso Pesado de la IWGP Kazuchika Okada (c) y Kenny Omega (con Matt Jackson y Nick Jackson) empataron sin resultado (1:00:00).
  - El encuentro resultó en empate cuando superó el tiempo de límite de los 60 minutos reglamentarios.
  - Como resultado, Okada retuvo el título.
  - Durante la lucha, Cody trató de interferir en la pelea en contra de Omega, pero The Young Bucks se lo impidieron.
  - Después de la lucha, Cody desafió a Okada por el Campeonato Peso Pesado de la IWGP.
  - La calificación que recibió esta lucha por parte de Dave Meltzer fue de 6 y ¼.[21]

### 2018
Dominion 6.9 in Osaka-jo Hall tuvo lugar el 9 de junio de 2018 desde el Osaka-jō Hall en Osaka, Japón.

#### Antecedentes
El 14 de agosto de 2016, Kenny Omega derrotó a Hirooki Goto para ganar el G1 Climax obteniendo una oportunidad por el Campeonato Peso Pesado de la IWGP en Wrestle Kingdom 11. En Wrestle Kingdom, Kazuchika Okada venció a Omega para retener el título. En Wrestling Dontaku, después de defender con éxito su título de IWGP contra Bad Luck Fale, Okada nominó a Omega como su rival para Dominion 6.11 In Osaka-jo Hall. En Dominion, la lucha de Okada y Omega terminó en un sorteo de límite de tiempo de 60 minutos con Okada conservando su título. Durante el G1 Climax (2017), Omega derrotó a Okada avanzando a la final, pero perdió ante el eventual ganador Tetsuya Naito en la final. En Wrestling Dontaku después de vencer a Hiroshi Tanahashi, Okada una vez más nominó a Omega como su rival para Dominion. Okada hizo la estipulación de que el combate no tendría límite de tiempo y Omega convirtió el combate en un 2-out-of-3 Falls Match.
El 5 de enero en New Year’s Dash!!, Chris Jericho atacó a Tetsuya Naito. A pesar de comenzar un programa con Naito, Jericho no apareció en ningún programa de NJPW. Cuando se le preguntó en Twitter si había terminado con NJPW, Jericho respondió que sí. En Wrestling Hinokuni, Naito venció a Minoru Suzuki para ganar el Campeonato Intercontinental de la IWGP. En Wrestling Dontaku, Jericho hizo su regreso a NJPW atacando a Naito. Luego se anunció que Naito estaría defendiendo el título Intercontinental en Dominion.
En Road to Wrestling Dontaku, Hirooki Goto se defendió con éxito por el Campeonato de Peso Abierto NEVER contra Juice Robinson. Después del combate, Michael Elgin vino a desafiar a Goto, pero fue interrumpido por Taichi quien también desafió a Goto. Se anunció que Goto defendería el título de NEVER contra Elgin y Taichi en un combate de triple amenaza.
En Honor Rising, The Young Bucks anunciaron su traslado a la división de peso pesado. En Wrestling Dontaku, los Young Bucks desafiaron a los Campeones en Parejas de la IWGP Evil y Sanada. Ellos  aceptaron el desafío y la lucha se hizo oficial poco después.
El 10 de febrero en The New Beginning in Osaka, Will Ospreay derrotó a Hiromu Takahashi para retener el Campeonato Peso Pesado Junior de la IWGP. Takahashi luego pasó a ganar el torneo de Best of the Super Juniors ganando otra oportunidad en el título de Peso Pesado Junior de la IWGP de Ospreay.
El 10 de febrero en The New Beginning in Osaka, Rey Mysterio Jr. hizo su debut en NJPW a través de un mensaje pregrabado desafiando a Jushin Thunder Liger a un combate en Strong Style Evolved. Sin embargo, Mysterio desarrolló una lesión y se vio obligado a retirarse del combate, siendo reemplazado por Will Ospreay. Mysterio haría una aparición en el espectáculo, prometiendo que se enfrentaría a Liger en una fecha posterior, y la creación de enfrentamientos con Ospreay y Marty Scurll. El 8 de mayo se anunció a través del sitio web de NJPW que Mysterio estaría compitiendo en Dominion. Después de un combate en la última noche de Best of the Super Juniors, Scurll atacó a Hiroshi Tanahashi con Liger haciendo el salva y armando un equipo de seis hombres.entre Tanahashi, Liger y Mysterio y el equipo de Bullet Club (Cody, Marty Scurll & Hangman Page).
En The New Beginning in Sapporo, Jay White derrotó a Kenny Omega para ganar el Campeonato Peso Pesado de los Estados Unidos de la IWGP. David Finlay desafió sin éxito el título en Road to Wrestling Dontaku. En la segunda noche de Wrestling Dontaku, después de un combate entre Chaos y Taguchi Japan, White intentó atacar a Juice Robinson y lo llamó por sus fallas para vencer a Naito, Omega y Goto en sus últimos combates de dos años. Un combate en parejas para Dominion entre los equipos de White y Yoshi-Hashi y Robinson y Finlay se hizo oficial el 5 de junio.
En la última noche del Best of the Super Juniors, en un combate por equipos de seis hombres, el equipo Chaos de Tomohiro Ishii, Toru Yano y Yoshi-Hashi derrotaron al equipo de Suzuki-gun (Minoru Suzuki, Takashi Iizuka y Taka Michinoku). Después del combate, comenzó un enfrentamiento entre Ishii y Suzuki. NJPW luego anunció, el 5 de junio, un combate en equipos para Dominion con el equipo de Ishii y Yano frente al equipo de Suzuki y Zack Sabre Jr..

#### Resultados
En paréntesis se indica el tiempo de cada combate:
- Suzuki-gun (El Desperado & Yoshinobu Kanemaru) (c) derrotaron a Roppongi 3K (Sho & Yoh) (con Rocky Romero) y retuvieron el Campeonato en Parejas Peso Pesado Junior de la IWGP (9:29).
  - Desperado cubrió a Sho después de un «El Es Claro».
  - Antes de iniciar la lucha, Suzuki-gun atacaron a Roppongi 3K.
- Taguchi Japan (Juice Robinson & David Finlay) derrotaron a CHAOS (Jay White & Yoshi-Hashi) (7:26).
  - Robinson cubrió a White después de un «Pulp Friction».
- Suzuki-gun (Minoru Suzuki & Zack Sabre Jr.) derrotaron a CHAOS (Tomohiro Ishii & Toru Yano) (8:42).
  - Suzuki y Sabre forzaron a Ishii y Yano a rendirse simultáneamente con un «Jim Breaks Armbar» y un «Manjigatame» respectivamente.
  - Después de la lucha, Ishii y Yano continuaron atacando a Suzuki y Sabre.
- Michael Elgin derrotó a Hirooki Goto (c) y Taichi en un Triple Threat Match y ganó el Campeonato de Peso Abierto NEVER (13:55).
  - Elgin cubrió a Goto después de un «Revolution Elgin Bomb».
- The Young Bucks (Matt Jackson & Nick Jackson) derrotaron a Los Ingobernables de Japón (EVIL & Sanada) (c) y ganaron el Campeonato en Parejas de la IWGP (15:03).
  - Nick cubrió a Sanada después de un «More Bang For Your Buck».
- Bullet Club (Cody, Marty Scurll & Hangman Page) derrotaron a Rey Mysterio, Hiroshi Tanahashi & Jushin Thunder Liger (11:35).
  - Cody cubrió a Liger después de un «Cross Rhodes».
  - Después de la lucha, Cody continuó atacando a Liger, pero Mysterio salió a detenerlo.
  - Este encuentro marcó el debut de Mysterio en la NJPW.
- Hiromu Takahashi derrotó a Will Ospreay (c) y ganó el Campeonato Peso Pesado Junior de la IWGP (20:20).
  - Takahashi cubrió a Ospreay después de un «Time Bomb».
- Chris Jericho derrotó a Tetsuya Naito (c) y ganó el Campeonato Intercontinental de la IWGP (17:16).
  - Jericho cubrió a Naito después de un «Codebreaker».
  - Jericho ganó su décimo Campeonato Intercontinental de su carrera siendo este el NJPW y en la WWE.
  - Después de la lucha, Jericho continuó atacando a Naito, pero Evil salió a detenerlo.
- Kenny Omega (con Kota Ibushi) derrotó a Kazuchika Okada (con Gedo) (c) en un 2-out-of-3 Falls Match y ganó el Campeonato Peso Pesado de la IWGP (1:04:50).
  - Okada cubrió a Omega mediante un «Roll Up» [1–0] (28:47).
  - Omega cubrió a Okada después de un «One Winged Angel» [1–1] (47:57).
  - Omega cubrió a Okada después de un «One Winged Angel» [1–2] (1:04:50).
  - Después de la lucha, Kota Ibushi y además los Campeones en Parejas de la IWGP, The Young Bucks (Matt Jackson & Nick Jackson) celebraron con Omega en el ring.
  - Este combate marcó el fin del reinado más largo de Okada con 720 días en su cuarto reinado.
  - La calificación que recibió esta lucha por parte de Dave Meltzer fue de 7, quedando hasta el momento cómo la lucha mejor calificada de la historia por el Wrestling Observer.

### 2019
Dominion 6.9 in Osaka-jo Hall tuvo lugar el 9 de junio de 2019 desde el Osaka-jō Hall en Osaka, Japón.

#### Antecedentes
Después de perder el Campeonato Intercontinental de la IWGP en Wrestle Kingdom 13, Chris Jericho expresó interés en desafiar al Campeonato Peso Pesado de la IWGP en una fecha posterior. En Wrestling Dontaku, luego de una exitosa defensa del título de Kazuchika Okada contra Sanada, Jericho anunció (en un paquete de video pregrabado) que estaría desafiando al campeón Okada en este evento.
En el New Japan Cup, Kota Ibushi derrotó al entonces Campeón Intercontinental de la IWGP Tetsuya Naito en la primera ronda, para finalmente establecer una lucha de campeonato en el G1 Supercard en el Madison Square Garden. Allí, Ibushi nuevamente derrotó a Naito para convertirse en Campeón Intercontinental por primera vez. El 20 de abril, en Sengoku Lord en Nagoya, luego de la primera defensa de Ibushi contra Zack Sabre Jr., Naito fue al ring y lo desafió por una revancha. Ibushi aceptó el desafío y el combate estaba programado para Dominion .
En el New Japan Cup, Tomohiro Ishii se enfrentó a Taichi en la segunda ronda, derrotándolo exitosamente. Más adelante en Wrestling Dontaku, Taichi capturó el Campeonato de Peso Abierto NEVER de Jeff Cobb, mientras que Ishii derrotó a Evil en un mano a mano. En la entrevista entre bastidores de Ishii contra Evil después del combate, Taichi ofreció un desafío por el título a Ishii, con la aceptación de Ishii para Dominion.
El 5 de junio de 2019, Will Ospreay fue coronado como el ganador del torneo Best of the Super Jr. 26, derrotando a Shingo Takagi en la final en el Ryōgoku Sumo Hall. En virtud de ganar el torneo, tuvo el derecho de desafiar al actual Campeonato Peso Pesado Junior de la IWGP Dragon Lee en Dominion.
Después de perder ante Will Ospreay en la final de Best of the Super Jr. 26, Shingo Takagi pidió luchar contra un peso pesado en Dominion. Su lucha fue concedida y se enfrentará a Satoshi Kojima en este evento.
En Honor Rising: Japan, Guerrillas of Destiny (Tama Tonga & Tanga Loa) ganaron el Campeonato en Parejas de la IWGP por quinta vez cuando derrotaron a los excampeones Los Ingobernables de Japón (Evil & Sanada). En G1 Supercard, ganaron el Campeonato Mundial en Parejas de ROH al derrotar a los campeones Villain Enterprises (PCO & Brody King) en un Winner Takes All Match por los títulos de IWGP y ROH, que también incluyó Evil y Sanada. y The Briscoe Brothers (Jay Briscoe & Mark Briscoe). En War of the Worlds: Chicago, mientras que Evil y Sanada derrotaron al equipo de Satoshi Kojima y Yuji Nagata, las Guerrillas of Destiny defendieron con éxito los títulos de ROH contra The Briscoe Brothers. Tras ese combate, Evil y Sanada se enfrentaron a los Guerrillas y se declararon sus próximos rivales. En una entrevista tras bambalinas en Best of the Super Jr. 26: Final, el equipo de Los Ingobernables de Japón confirmó que serían una revancha por el título en Dominion.

#### Resultados
En paréntesis se indica el tiempo de cada combate:
- Jon Moxley derrotó a Shota Umino (3:52).
  - Moxley cubrió a Umino después de un «Death Rider».
  - Después de la lucha, Moxley anunció su participación en el G1 Climax 29.
  - El Campeonato Peso Pesado de los Estados Unidos de la IWGP de Moxley no estuvo en juego.
- Shingo Takagi derrotó a Satoshi Kojima (11:14).
  - Takagi cubrió a Kojima después de un «Last of the Dragon».
  - Después de la lucha, Takagi anunció su participación en el G1 Climax 29, subiendo así en la categoría Heavyweight.
- Jushin Thunder Liger & YOSHI-HASHI derrotaron a Suzuki-gun (Minoru Suzuki & Zack Sabre Jr.) (9:39).
  - Hashi cubrió a Sabre después de un «Magistral».
- Taguchi Japan (Hiroshi Tanahashi, Juice Robinson & Ryusuke Taguchi) derrotaron a Bullet Club (Jay White, Taiji Ishimori & Chase Owens) (con Gedo) (9:48).
  - Tanahashi cubrió a Owens después de un «Slingblade».
- Tomohiro Ishii derrotó a Taichi y ganó el Campeonato de Peso Abierto NEVER (11:16).
  - Ishii cubrió a Taichi después de un «Vertical Brainbuster».
- Guerrillas of Destiny (Tama Tonga & Tanga Loa) (con Jado) derrotaron a Los Ingobernables de Japón (EVIL & SANADA) (con BUSHI) y retuvieron el Campeonato en Parejas de la IWGP (16:38).
  - Tonga cubrió a Evil con un «Roll-up».
  - Durante la lucha, Jado interfirió a favor de Tonga & Loa y Bushi a favor de Evil & Sanada.
  - El Campeonato Mundial en Parejas de ROH de Tonga y Loa no estuvo en juego.
- Will Ospreay derrotó a Dragon Lee y ganó el Campeonato Peso Pesado Junior de la IWGP (20:07).
  - Ospreay cubrió a Lee después de un «Stormbreaker».
  - Después de la lucha, Ospreay y Lee se dieron la mano en señal de respeto.
- Tetsuya Naito derrotó a Kota Ibushi y ganó el Campeonato Intercontinental de la IWGP (22:06).
  - Naito cubrió a Ibushi después de un «Destino».
- Kazuchika Okada derrotó a Chris Jericho y retuvo el Campeonato Peso Pesado de la IWGP (25:43).
  - Okada cubrió a Jericho con un «Inside Cradle».
  - Después de la lucha, Jericho atacó a Okada pero Hiroshi Tanahashi salió a detenerlo.

### 2020
Dominion in Osaka-jo Hall tuvo lugar el 12 de julio de 2020 desde el Osaka-jō Hall en Osaka, Japón.
En paréntesis se indica el tiempo de cada combate:
- Ryusuke Taguchi, Yuji Nagata y Satoshi Kojima derrotaron a Gabriel Kidd, Tomoaki Honma y Togi Makabe (9:25).
  - Nagata forzó a Kidd a rendirse con un «Nagata Lock II».
- Los Ingobernables de Japón (BUSHI, Hiromu Takahashi & Sanada) derrotaron a Yota Tsuji, Toru Yano y Tomohiro Ishii (10:15).
  - Takahashi forzó a Tsuji a rendirse con un «Boston Crab».
- Suzuki-gun (Douki, Yoshinobu Kanemaru & El Desperado) derrotaron a Yuya Uemura, Master Wato y Hiroyoshi Tenzan (9:44).
  - El Desperado cubrió a Uemura después de un «Pinche Loco».
- Bullet Club (Taiji Ishimori & Yujiro Takahashi) (con Jado) derrotaron a CHAOS (Hirooki Goto & Kazuchika Okada) (9:42).
  - Yujiro cubrió a Goto después de un «Pimp Juice».
- Shingo Takagi derrotó a Sho y retuvo el Campeonato de Peso Abierto NEVER (20:07).
  - Takagi cubrió a Sho después de un «Last of the Dragon».
  - Después de la lucha, El Desperado atacó a Takagi con el cinturón del campeonato.
- Dangerous Tekkers (Taichi & Zack Sabre Jr.) derrotaron a Golden☆Ace (Hiroshi Tanahashi & Kota Ibushi) y ganaron el Campeonato en Parejas de la IWGP (28:43).
  - Sabre cubrió a Tanahashi después de un «Holy Zack Driver».
- Evil derrotó a Tetsuya Naito y ganó el Campeonato Peso Pesado de la IWGP y el Campeonato Intercontinental de la IWGP (38:01).
  - Evil cubrió a Naito después de un «EVIL».
  - Durante la lucha, Dick Togo debutó en NJPW interfiriendo a favor de Evil.
  - Después de la lucha, Hiromu Takahashi desafió a Evil a una lucha por alguno de los dos campeonatos.
  - Ambos campeonatos estaban en juego.

### 2021
Dominion 6.6 in Osaka-jo Hall tuvo lugar el 7 de junio de 2021 desde el Osaka-jō Hall en Osaka, Japón. El evento estaba originalmente planeado para el 6 de junio, pero fue pospuesto para el día siguiente debido al estado de emergencia en Japón por la pandemia de COVID-19, aunque no se cambió el nombre del evento.
En paréntesis se indica el tiempo de cada combate:
- Bullet Club (El Phantasmo, Taiji Ishimori, Chase Owens, Yujiro Takahashi & Evil) (con Dick Togo) derrotaron a CHAOS (SHO, YOSHI-HASHI, Tomohiro Ishii & Hirooki Goto) y Hiroshi Tanahashi (11:50). 
  - Ishimori cubrió a SHO después de un «Bloody Cross».
  - Después de la lucha, Bullet Club continuó atacando a CHAOS y a Tanahashi.
- Los Ingobernables de Japón (Bushi, Sanada & Tetsuya Naito) derrotaron a Suzuki-gun (DOUKI, Zack Sabre Jr. & Taichi) (11:31).
  - Sanada cubrió a Sabre con un «Aussie Suplex».
- El Desperado derrotó a YOH y retuvo el Campeonato Peso Pesado Junior de la IWGP (23:40).
  - El Desperado cubrió a YOH después de un «Pinche Loco».
  - Después de la lucha, El Phantasmo & Taiji Ishimori retaron a YOH a una lucha por el Campeonato en Parejas Peso Pesado Junior de la IWGP. Asimismo, Ishimori retó a El Desperado a una lucha por el Campeonato Peso Pesado Junior de la IWGP.
- Kota Ibushi derrotó a Jeff Cobb (con Great-O-Khan) (14:54).
  - Ibushi cubrió a Cobb después de un «Kamigoye».
- Shingo Takagi derrotó a Kazuchika Okada y ganó el vacante Campeonato Mundial Peso Pesado de la IWGP (36:06).
  - Takagi cubrió a Okada después de un «Last of the Dragon».
  - Después de la lucha, Takagi desafió a Ibushi.
  - Originalmente Will Ospreay iba a defender el campeonato, pero tuvo que dejar vacante el título debido a una lesión.

### 2022
Dominion 6.12 in Osaka-jo Hall tuvo lugar el 12 de junio de 2022 desde el Osaka-jō Hall en Osaka, Japón.
En paréntesis se indica el tiempo de cada combate:
- United Empire (Aaron Henare, Francesco Akira & TJP) (con Jessie Vargas) derrotaron a Six or Nine (Master Wato & Ryusuke Taguchi) y Hiroyoshi Tenzan (con Manabu Nakanishi) (10:31).
  - Henare forzó a Tenzan a rendirse con un «Full Nelson».
- Bullet Club (Taiji Ishimori, Ace Austin & El Phantasmo) derrotaron a Los Ingobernables de Japón (Hiromu Takahashi, Tetsuya Naito & BUSHI) (8:04).
  - Phantasmo cubrió a BUSHI después de un «CR2».
- Toru Yano derrotó a Doc Gallows (4:05).
  - Yano cubrió a Gallows con un «Roll-up».
- House of Torture (Evil, Sho & Yujiro Takahashi) (con Dick Togo) derrotaron a Suzuki-gun (Yoshinobu Kanemaru, Zack Sabre Jr. & El Desperado) y retuvieron el Campeonato en Parejas de Peso Abierto 6-Man NEVER (9:26).
  - Sho cubrió a Kanemaru después de un «Shock Arrow».
- United Empire (Great-O-Khan & Jeff Cobb) (con Aaron Henare) derrotaron a Bullet Club (Bad Luck Fale & Chase Owens) y ganaron el Campeonato en Parejas de la IWGP (11:52).
  - Cobb cubrió a Owens después de un «Tour of the Islands».
  - Después de la lucha, Rocky Romero atacó a O-Khan & Cobb.
- Hiroshi Tanahashi derrotó a Hirooki Goto y ganó una oportunidad por el Campeonato Mundial Interino de AEW en Forbidden Door (12:40).
  - Tanahashi cubrió a Goto después de un «High Fly Flow».
- Shingo Takagi derrotó a Taichi y retuvo el Campeonato KOPW 2022 (10:00).
  - Takagi ganó con un marcador 11-10 a su favor.
  - El vencedor de la lucha era aquel que conseguía la mayor cantidad de cuentas de tres en un tiempo límite de 10 minutos.
- Karl Anderson (con Doc Gallows) derrotó a Tama Tonga (con Jado) y ganó el Campeonato de Peso Abierto NEVER (16:27).
  - Anderson cubrió a Tonga después de un «Gun Stun».
- Will Ospreay derrotó a SANADA y ganó el vacante Campeonato Peso Pesado de los Estados Unidos de la IWGP (12:48).
  - Ospreay cubrió a SANADA después de un «Stormbreaker».
  - Juice Robinson se negó a defender el campeonato, por lo que el título se declaró vacante.
- Jay White (con Gedo) derrotó a Kazuchika Okada y ganó el Campeonato Mundial Peso Pesado de la IWGP (36:04).
  - White cubrió a Okada después de un «Blade Runner».

### 2023
Dominion 6.4 in Osaka-jo Hall tuvo lugar el 4 de junio de 2023 desde el Osaka-jō Hall en Osaka, Japón.
En paréntesis se indica el tiempo de cada combate:
- Kick-Off: Yuto Nakashima derrotó a Oskar Leube en un Young Lion Consecutive Battle Match (2:55).
  - Oskar Leube y Ryohei Oiwa resultó en empate cuando superó el tiempo de límite de 5 minutos. (5:00)
  - Oleg Boltin y Oskar Leube resultó en empate cuando superó el tiempo de límite de 5 minutos. (5:00)
  - Nakashima forzó a Leube a rendirse con un «Boston Crab».
- Will Ospreay derrotó a Lance Archer y ganó una oportunidad por el Campeonato Peso Pesado de los Estados Unidos de la IWGP (8:01).
  - Ospreay cubrió a Archer después de un «Hidden Blade».
- Los Ingobernables de Japón (Titán, BUSHI, Shingo Takagi & Tetsuya Naito) derrotaron a Just 5 Guys (TAKA Michinoku, DOUKI, Yoshinobu Kanemaru & Taichi) (9:24).
  - Titán forzó a Michinoku a rendirse con un «Llave Immortal».
- Catch 2/2 (Francesco Akira & TJP) (con Dan Moloney) derrotaron a Intergalactic Jet Setters (Kevin Knight & KUSHIDA) y ganaron el Campeonato en Parejas Peso Pesado Junior de la IWGP (10:38).
  - Akira cubrió a Knight después de un «2/2».
  - Después de la lucha, Clark Connors salió a confrontar a Catch 2/2, pero estos fueron atacados a traición por Dan Moloney, quien se unió a Connors y al Bullet Club.
- Zack Sabre Jr. (con Kosei Fujita) derrotó a Jeff Cobb y retuvo el Campeonato Televisivo de NJPW World (8:46).
  - Sabre cubrió a Cobb después de un «Crucifix Pin».
- Bishamon (Hirooki Goto & YOSHI-HASHI) derrotaron a House of Torture (EVIL & Yujiro Takahashi) (con Dick Togo) y a United Empire (Great-O-Khan & Aaron Henare) y ganaron los vacantes Campeonato en Parejas de la IWGP y Campeonato en Parejas de Peso Abierto STRONG (13:15).
  - Goto cubrió a Yujiro después de un «Shoto».
  - Durante la lucha, Togo y SHO interfirieron a favor de House of Torture, mientras que YOH lo hizo en favor de Bishamon.
  - Después de la lucha, los nuevos miembros del Bullet Club, Alex Coughlin y Gabriel Kidd, atacaron a Bishamon.
  - Originalmente Aussie Open (Kyle Fletcher & Mark Davis) defenderían los campeonatos, pero tuvieron que dejarlos vacante debido a una lesión sufrida por Davis.
- David Finlay (con Gedo) derrotó a El Phantasmo y retuvo el Campeonato de Peso Abierto NEVER (18:51).
  - Finlay cubrió a Phantasmo después de un «Into Oblivion».
- Hiromu Takahashi derrotó a Master Wato y retuvo el Campeonato Peso Pesado Junior de la IWGP (19:50).
  - Takahashi cubrió a Wato después de un «Timebomb II».
- Kazuchika Okada, Tomohiro Ishii & Hiroshi Tanahashi derrotaron a Blackpool Combat Club (Jon Moxley & Claudio Castagnoli) y Shota Umino y retuvieron el Campeonato en Parejas de Peso Abierto 6-Man NEVER (20:37).
  - Okada cubrió a Umino después de un «Rainmaker».
  - Después de la lucha, a través de un vídeo, Bryan Danielson retó a Kazuchika Okada a una lucha.
- SANADA derrotó a Yota Tsuji y retuvo el Campeonato Mundial Peso Pesado de la IWGP (17:01).
  - Sanada cubrió a Tsuji después de un «Dead Fall».

### 2024
Dominion 6.9 in Osaka-jo Hall tuvo lugar el 9 de junio de 2024 desde el Osaka-jō Hall en Osaka, Japón.
En paréntesis se indica el tiempo de cada combate:
- Tetsuya Naito derrotó a Callum Newman (8:08).
  - Naito cubrió a Newman después de un «Destino».
- TMDK (Zack Sabre Jr., Robbie Eagles & Kosei Fujita) derrotaron a Bullet Club War Dogs (Clark Connors & Drilla Moloney) y LJ Cleary (9:41).
  - Sabre cubrió a Cleary después de un «Zack Driver».
- Great-O-Khan derrotó a Yuya Uemura en un Storm Catch Rules Match y ganó el Campeonato KOPW 2024 (10:36).
  - O-Khan cubrió a Uemura con un «Roll-up».
- Los Ingobernables de Japón (BUSHI, Hiromu Takahashi & Yota Tsuji) derrotaron a Hiroshi Tanahashi, Oleg Boltin & Toru Yano y ganaron el Campeonato en Parejas de Peso Abierto 6-Man NEVER (8:32).
  - Tsuji cubrió a Tanahashi después de un «Gene Blaster».
- Jeff Cobb derrotó a Tomohiro Ishii y retuvo el Campeonato Televisivo de NJPW World (11:47).
  - Cobb cubrió a Ishii después de un «Tour of the Island».
- TMDK (Shane Haste & Mikey Nicholls) derrotaron a Guerrillas of Destiny (El Phantasmo & Hikuleo) (c-STRONG), Bullet Club (KENTA & Chase Owens) (c-IWGP) y Bishamon (Hirooki Goto & YOSHI-HASHI) en un 4WAY Tornado Elimination Match y ganaron el Campeonato en Parejas de la IWGP y Campeonato en Parejas de Peso Abierto STRONG (16:24).
  - Nicholls cubrió a Hikuleo después de un «Tankbuster» (6:26).
  - Goto cubrió a Owens después de un «Shoto» (11:17).
  - Nicholls cubrió a YOSHI-HASHI después de un «SuperTankbuster» (16:24).
- El Campeón de Peso Abierto NEVER Shingo Takagi y HENARE terminaron en empate (14:35).
  - El árbitro declaró un empate al decretar que ambos luchadores no podían continuar por quedar inconsciente.
  - Como resultado, Takagi retuvo el título.
- Jon Moxley derrotó a EVIL (con Dick Togo) en un Lumberjack Match y retuvo el Campeonato Mundial Peso Pesado de la IWGP (25:01).
  - Moxley cubrió a EVIL después de un «Death Rider».
  - Después de la lucha, Tetsuya Naito retó a Moxley a una lucha por el título en el evento Forbidden Door.
- El Desperado derrotó a Taiji Ishimori y ganó el torneo Best of the Super Juniors 31 (23:36).
  - Desperado cubrió a Ishimori después de un «Pinche Loco».

### 2025
Dominion 6.15 in Osaka-jo Hall tuvo lugar el 15 de junio de 2025 desde el Osaka-jō Hall en Osaka, Japón.
En paréntesis se indica el tiempo de cada combate:
- Pre-Show: Katsuya Murashima y Shoma Kato derrotaron a Daiki Nagai y Masatora Yasuda (8:15).
  - Murashima forzó a Yasuda a rendirse con un «Crab Hold».
- House of Torture (SANADA, Ren Narita, Yujiro Takahashi & Don Fale) derrotaron a Bullet Club War Dogs (Drilla Moloney, Clark Connors, Taiji Ishimori & Chase Owens) (6:42).
  - SANADA cubrió a Moloney después de golpearlo con una guitarra.
  - Durante la lucha, Owens traicionó a Bullet Club War Dogs y se unió a House of Torture.
- TMDK (Zack Sabre Jr. & Ryohei Oiwa) derrotaron a El Phantasmo & Shota Umino (11:23).
  - Sabre cubrió a Umino después de un «European Clutch».
- Hiroshi Tanahashi derrotó a Yuya Uemura (9:30).
  - Tanahashi cubrió a Uemura con un «Roll-Up».
- House of Torture (DOUKI & SHO) derrotaron a YOH & Master Wato y ganaron el Campeonato en Parejas Peso Pesado Junior de la IWGP (10:52).
  - DOUKI forzó a Wato a rendirse con un «Italian Stretch 32».
  - Originalmente Yoshinobu Kanemaru iba a participar en la lucha, pero fue reemplazado por DOUKI debido a una lesión.
- Taichi & Tomohiro Ishii derrotaron a United Empire (Callum Newman & Great-O-Khan) y ganaron el Campeonato en Parejas de la IWGP (12:46).
  - Taichi cubrió a Newman después de un «Black Mephisto».
- Boltin Oleg derrotó a Konosuke Takeshita y ganó el Campeonato de Peso Abierto NEVER (13:12).
  - Oleg cubrió a Takeshita después de un «Kamikaze».
- EVIL (con Dick Togo) derrotó a David Finlay (con Gedo) en un Dog Collar Deathmatch (23:04).
  - EVIL ganó la lucha después de dejar inconsciente a Finlay con un «Darkness Scorpion».
  - Durante la lucha, House of Torture interfirieron a favor de EVIL, mientras que Bullet Club War Dogs lo hicieron a favor de Finlay.
- Gabe Kidd derrotó a Yota Tsuji y ganó el Campeonato Global Peso Pesado de la IWGP (23:24).
  - Kidd cubrió a Tsuji después de un «Leg Trap Piledriver».
  - Después de la lucha, Kidd retó a Hiroshi Tanahashi a una lucha por su título.
- Hirooki Goto derrotó a Shingo Takagi y retuvo el Campeonato Mundial Peso Pesado de la IWGP (28:25).
  - Goto cubrió a Takagi después de un «GTR».
  - Después de la lucha, Zack Sabre Jr. retó a Goto por el título.